# Friedrich Wegener
Friedrich Wegener (Varel, 7 aprile 1907 – Lubecca, 9 luglio 1990) è stato un patologo tedesco, eponimo della granulomatosi di Wegener.
Wegener aderì al partito nazista nel 1932. Come medico militare trascorse gli anni della seconda guerra mondiale in uno studio medico a poca distanza dal ghetto ebraico di Łódź in Polonia.
Ci sono speculazioni che abbia partecipato a esperimenti sui detenuti dei campi di concentramento, riuscendo a realizzare molte importanti scoperte circa la fisiologia umana e la patogenesi di moltissime malattie.